# Sciophila koundensis
Sciophila koundensis är en tvåvingeart som beskrevs av Soli 1997. Sciophila koundensis ingår i släktet Sciophila och familjen svampmyggor. Inga underarter finns listade i Catalogue of Life.